# 塔斯提河

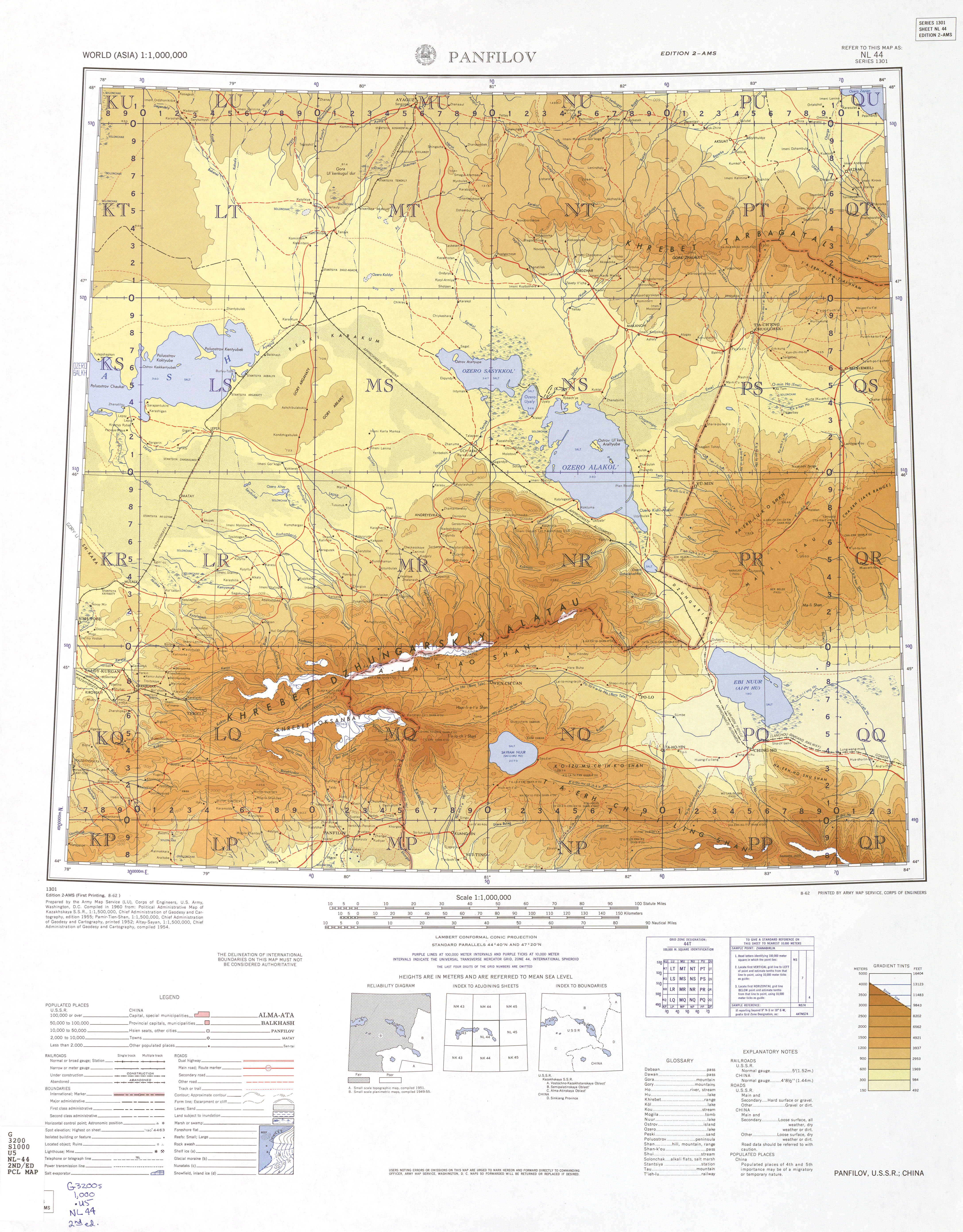
中哈边境地区的地形图，塔斯提河在图中NR范围内，哈边境标注为Tasty和PR范围内，中边境标注为Ta-ssu-te。

塔斯提河（羅馬化：Tasty River），又称为塔斯特河（維吾爾語：تاش دەريا‎，拉丁维文：Ta-ssu-te River），流经中华人民共和国与哈萨克斯坦交界地区的一条河流。河名在哈萨克语和维吾尔语中意为“多卵石之河”（石头河）。发源于中国新疆维吾尔自治区塔城地区裕民县与托里县交界处的巴尔鲁克山脉塔斯特山附近的塔斯特山隘，自东北向西南流12千米至托里县塔斯特盆克提附近转西北流，又流经约10千米后转西流，再流10千米后于新疆生产建设兵团第九师一六一团十一连小白杨哨所附近出山口，出山口后向西北13千米流入哈萨克斯坦东哈萨克斯坦州乌尔扎尔区境内，在哈萨克斯坦境内大体向西流，最后注入阿拉湖。河流在中国境内长67千米，流域面积994平方千米。